# Emilio Fontanella
Emilio Fontanella (2 de juliol de 1881 - ?) va ser un remer italià que va competir a començaments del segle xx.
El 1906 va prendre part en els Jocs Intercalats d'Atenes, on guanyà, com a timoner, tres medalles d'or en la competició de rem: dos amb timoner, 1.000 metres, dos amb timoner, milla i quatre amb timoner.